# Fun組
組是香港賽馬會於2007年2月7日所推出的一項賽馬博彩彩池，但因不受歡迎而於2007年9月起取消。

## 背景
自亞洲金融風暴後，香港賽馬的投注額連年下跌，而當足球賽馬規範化及香港市民的消閑方式日益增加，使賽馬活動須面對的競爭日漸加劇，故香港賽馬會向香港立法會提交《博彩稅條例》修訂草案，並於2006年中獲得通過。至此，馬會可通過提供回扣或增加賽馬彩池形式，以增加投注收益。
香港賽馬會在2007年1月30日宣佈設立Fun組彩池，以簡單的投注方式吸引「邊緣馬迷」及到訪香港的遊客參與賽馬博彩活動，並於同年2月7日（星期三）之快活谷馬場夜馬賽事開始接受投注。

## 彩池運作方法
Fun組彩池之模式是同一場賽馬的出賽馬匹分成三組，當中1至4號的出賽馬匹會被編作「第一組」；5至8號出賽馬匹則為「第二組」；而9號及及餘下的出賽馬匹則會被編作「第三組」，投注者只須在賽事中投注其中一個組別，而該組別內當中只要有任何馬匹勝出，投注者即可獲得派彩。
投注者除可以單場投注外，亦可以在填寫彩票時，將同一注項投注同一次賽馬日的多個場次作「過關」投注。偌若頭關所投注之馬匹勝出，所得之彩金可直接投注至下一關賽事，使彩金倍增。不過，Fun組彩池並不設大額投注回扣措施，亦不能與獨贏、位置及連贏及位置連贏（位置Q）彩池作「混合過關」投注。而Fun組彩池在香港賽馬博彩中屬「普通彩池」一類，馬會抽取投注總額的17.5%作為博彩稅及扣除行政費，餘下用作派彩，
獨贏總金額，經扣除馬會行政費及香港政府博彩稅後所得投注金額=派彩
例子 :
獨贏總金額=$21000000
馬會行政費 = ?
香港政府博彩稅 = 17.5%
派彩 = $14825000
最低投注額為十港元，而每10港元最低派彩額則為10.1港元。
偌若彩票開售前因馬匹退出或其他因素導致有關賽事的出賽馬匹少於10匹時，有關場次之Fun組彩池將被取消。但如在彩票開售後才有多匹馬相繼退出，只要彩池仍有兩個有效的組別，彩池仍會繼續接受投注。如投注者的所投注之彩池變成無效或整個彩池被取消，馬會將退回注項與作出單場投注之人士，而「過關投注」則按一倍賠率視作自動過關。

## 投注者的心態
以一場賽事有14匹出賽馬計算，由於Fun組彩池的中彩機會為三分之一（33.3%），較獨贏彩池的十四分之一及位置彩池的十四分之三（21.4%）的中彩機會為高，而投注者在每場所投注的賽事中，Fun組彩池只須從三個選擇中選出一個，較獨贏彩池及位置彩池中的最多14個選擇來得簡單，故馬會認為Fun組彩池能吸引到訪香港之旅客體驗賽馬博彩之「樂趣」，而一些不常參與賽馬博彩的人士，馬會亦冀Fun組彩池以增加他們的投注意欲。另一方面，一些資深馬迷若已認定某一匹馬將會勝出，他們亦會投注Fun組彩池以作保險。

## 批評
跟其他博彩彩池一樣，Fun組彩池在推出時，亦有遭受批評。其中，明光社總幹事蔡志森質疑，馬會推出Fun組彩池，是將複雜的賽馬投注演變成簡單的投機賭博，以吸引青少年或家庭主婦，都可以輕易選一組來投注，變成吸引他們增加賭博金額的入門工具。他批評，馬會推出層出不窮的新彩池屬純粹是為了刺激投注額，並非與打擊外圍有關，偏離《博彩稅條例》的修訂原意。而教育評議會副主席何漢權亦認為自足球博彩規範化後，馬會的整體收益仍有增無減，故馬會不能單以賽馬投注流失為藉口以作為增加新彩池的理據。他更表示，將就事件於博彩及獎券事務委員會會議中提出討論。

## 反應
Fun組正式推出後進行的兩場賽事，首場為快活谷賽事每場平均投注額約為港幣120萬元，第二場則跌至每場50多萬元，跌幅達一半。其後Fun組投注額一直下跌，在2007年馬季煞科日，更跌至全日94萬多元。

## 後續發展
香港賽馬會其後並無放棄簡易投注方式。2015年隨四重彩及四連環的合併彩池取得成功後。推出「組合獨贏」，並提供「3揀1」、「勝出練馬師」及「勝出地區」三項彩池。2015年10月25日首度推出，三項彩池的賠率均與「獨贏」彩池合併。